# Moto Sport Schweiz
Moto Sport Schweiz (MSS) ist eine vierzehntäglich erscheinende Schweizer Motorradzeitschrift.

## Daten
MSS wird vom Galledia Fachmedien AG, Zürich-Altstetten, herausgegeben. Der Verlag ist eine Tochterfirma der Galledia AG und publiziert ausserdem die Fachzeitschriften TIR transNews, TÖFF-Magazin, Werbewoche und AutoSprintCH. Die Redaktion von MSS befindet sich wie auch Verlag, Marketing und Administration in Zürich-Altstetten.
MSS hat eine WEMF-beglaubigte Auflage von 6'179 (Vj. 6'833) verkauften bzw. 6'287 (Vj. 6'833) verbreiteten Exemplaren und hatte 2015 eine Reichweite von 48'000 Lesern (WEMF MACH Basic 2015-II). 
Moto Sport Schweiz ist die führende und bekannteste Zeitschrift für den Motorradfahrer, für den Töfffahrer der Schweiz. Zusammen mit der monatlich erscheinenden Moto Sport Suisse deckt sie den grössten Teil der Schweiz ab.

## Inhalt
MSS informiert alle 14 Tage über aktuelle Motorrad-Tests, alle Neuheiten, abenteuerliche Touren und Traumreisen, Technik, Sport und Interviews und alles, was für die Töffszene von Belang ist. Des Weiteren gibt es einen Praxis-Ratgeber sowie einen Online-Occasionsmarkt.
Schwerpunktthemen sind unter anderem die Motorrad-, Roller- und Tuning-Show Swiss-Moto, die redaktionelle Begleitung von SX Genève und SX Zürich, erlebnisreiche Reiseberichte und weitere Spezialseiten. Abonnenten erhalten die MSS-Member-Card (für diverse Angebote wie Leserreisen, Fahrkurse, Fahrtrainings). Wettbewerbe und Eventtickets-Gewinne runden den ganzen Aboservice ab. MSS führt auch jährlich die Aktion «Pässefahren» und das Blutspenden der Schweizer Motorradfahrer auf dem Glaubenberg durch.

## Geschichte
MSS wurde im Jahr 1972 gegründet. Erster Chefredaktor und Gründer war Peter Althaus. Nach ihm wurden Klaus «Fifi» Fischer, Markus Schmid und Michael Föhn Chefredaktor. Aktueller Chefredaktor ist Tobias Kloetzli, der vielen in der Branche als ehemaliger Supermoto-Fahrer bekannt ist.

## Moto Sport Suisse
Moto Sport Suisse (MSSu) ist die französischsprachige Ausgabe von Moto Sport Schweiz. Redaktion, Verlag, Marketing und Administration befinden sich ebenfalls in Zürich-Altstetten. MSSu erscheint monatlich und hat eine WEMF-beglaubigte Auflage von 1'915 (Vj. 1'704) verkauften bzw. 2'063 (Vj. 1'704 verbreiteten Exemplaren und hatte 2015 eine Reichweite von 26'000 Lesern (WEMF MACH Basic 2015-II).